# Литопс
Литопси (Lithops) су род сукулентних биљака својствених јужној Африци. Научни назив рода потиче од грчких речи Lithos, у значењу „камен“ и суфикса -ops који се на старогрчком језику користио да означи сличност; сама реч „литопс“ се преводи као „сличан камену“, што је добар опис ових биљака које у природи преживљавају утапајући се у камење које их окружује. Литопси су познати и као „биљке каменчићи“ или „живи каменчићи“.

## Ботаничка историја
Вилијам Џон Берчел (енгл. William John Burchell) је 14. септембра 1811. године записао у свом путопису „Путовања у унутрашњости Јужне Африке“:
| „ | Подижући са каменитог тла нешто што је требало да буде необично обликован каменчић, испоставило се да је у питању била биљка, још једна нова врста из огромне фамилије Mesembryanthemum; бојом и изгледом била је јако слична камечићима који су је окруживали. | ” |

Према Берчеловом цртежу, који је направио скоро годину дана након открића, и у коме је биљку назвао Mesembryanthemum turbiniforme, Адриан Харди Хаворт (енгл. Adrian Hardy Haworth) је први пут у литератури описао нову биљку 1821. године.
Требало је да прође скоро сто година да би Николас Едвард Браун (енгл. Nicholas Edward Brown) увео род Lithops turbiniforme у своје дело „Баштованове хронике“ (енгл. The Gardeners' Chronicle), уврстививши га у Mesembryanthemum.

## Врсте
| Lithops amicorum Lithops aucampiae Lithops bromfieldii Lithops coleorum Lithops comptonii Lithops dinteri Lithops divergens Lithops dorotheae Lithops francisci Lithops fulviceps | Lithops gesineae Lithops geyeri Lithops gracilidelineata Lithops hallii Lithops helmutii Lithops hermetica Lithops herrei Lithops hookeri Lithops julii Lithops karasmontana | Lithops lesliei Lithops marmorata Lithops meyeri Lithops naureeniae Lithops olivacea Lithops optica Lithops otzeniana Lithops pseudotruncatella Lithops ruschiorum Lithops salicola | Lithops schwantesii Lithops steineckeana Lithops terricolor Lithops vallis-mariae Lithops verruculosa Lithops villetii Lithops viridis Lithops werneri |